# Frederick Henry Ambrose Scrivener
Frederick Henry Ambrose Scrivener (Bermondsey, 29 settembre 1813 – Hendon, 30 ottobre 1891) è stato un biblista britannico.
Sostenitore della critica testuale del Nuovo Testamento, fu membro dell'English New Testament Revision Committee che realizzò la Revised Version della Bibbia. Fu prebendario di Exeter e vicario di Hendon.

## Biografia
Dopo aver studiato a Southwark, nel 1835 si laureò al Trinity College di Cambridge. In seguito, divenne insegnante di materie classiche in diverse scuole dell'Inghilterra meridionale e, dal 1846 al 1856, fu preside di una scuola a Falmouth, in Cornovaglia. Per 15 anni fu anche rettore di Gerrans, in Cornovaglia.
Inizialmente si fece conoscere per la redazione del Codex Bezae Cantabrigiensis. Quindi, Scrivener curò diverse edizioni del Nuovo Testamento e la collazione del Codex Sinaiticus con il Textus Receptus. Per i suoi servizi alla critica testuale e alla comprensione dei manoscritti biblici, nel 1872 gli fu concessa una pensione della lista civile. Fu un sostenitore del testo bizantino (testo maggioritario) rispetto ai manoscritti più recenti come fonte per le traduzioni della Bibbia. Fu il primo a distinguere il Textus Receptus dal testo bizantino. Scrivener confrontò il Textus Receptus con le edizioni di Stephanus (1550), Teodoro di Beza (1565) ed Elzevier (1633) e ne elencò tutte le differenze. Inoltre, identificò le differenze tra il Textus Receptus e le edizioni di Lachmann, Tregelles e Tischendorf. Scrivener dubitava dell'autenticità di testi come Matteo 16,2-3 (Mt 16 2b), l'agonia di Cristo al Getsemani, Giovanni 5,3.4 e la Pericope Adulterae.
Dopo il successo del suo lavoro precedente (Supplement to English Version, 1845), Scrivener fu incaricato di condurre l'ultima importante revisione della Authorized English Version, popolarmente nota come King James Bible (KJV). Dalla sua pubblicazione nel 1611, la KJV aveva subito numerose revisioni minori, la più importante delle quali era l'edizione di Oxford del 1769. La Cambridge Paragraph Bible, pubblicata nel 1873, fu la sua opera principale e divenne la base per la maggior parte delle edizioni a stampa moderne della KJV in Inghilterra. Scrivener non fu sempre d'accordo con le teorie testuali di Westcott e Hort, e fu spesso messo in minoranza nel comitato di revisione.
Nel 1874 divenne prebendario di Exeter e vicario di Hendon, dove rimase per il resto della sua vita.

## Opere
- A Supplement to the Authorized English Version of the New Testament: Being a Critical Illustration of its More Difficult Passages from the Syriac, Latin, and Earlier English Versions, with an Introduction, 1845.
- Frederick Henry Ambrose Scrivener, Full and Exact Collation of About Twenty Greek Manuscripts of the Holy Gospels, Cambridge, John W. Parker and Son, 1853.
- Frederick Henry Ambrose Scrivener, An Exact Transcript of the Codex Augiensis, Cambridge and London, Deighton Bell & Co., 1859.
- Contributions to the criticism of the Greek New Testament: being the introduction to an edition of the Codex Augiensis and Fifty other Manuscripts (Cambridge: 1859)
- A Plain Introduction to the Criticism of the New Testament, 1861, 1894.
- A Full Collation of the Sinaitic MS. with the Received Text of the New Testament. 1864.
- A full and exact collation of Codex Sinaiticus, 1864.
- Bezae Codex Cantabrigiensis: being an exact Copy, in ordinary Type, of the celebrated Uncial Graeco-Latin Manuscript of the Four Gospels and Acts of the Apostles, written early in the Sixth Century, and presented to the University of Cambridge by Theodore Beza A.D. 1581. Edited, with a critical Introduction, Annotations, and Facsimiles, 1864.
- The Cambridge Paragraph Bible of the Authorized English Version, with the text revised by a collation of its early and other principal editions, the use of the Italic type made uniform, the marginal references remodelled, and a critical introduction prefixed, editor, The Rev. F.H. Scrivener, M.A., LL.D, Edited for the Syndics of the University Press, Cambridge, 1873.
- Six Lectures on the Text of the New Testament and the Ancient Manuscripts which contain it, Deighton, Bell, and Co: Cambridge; London, 1875.
- Novum Testamentum : textus Stephanici A.D. 1550 : accedunt variae lectiones editionum Bezae, Elzeviri, Lachmanni, Tischendorfii, Tregellesii (Cambridge 1877).
- The New Testament in the Original Greek according to the Text followed in the Authorized Version, together with the Variations adopted in the Revised Version, 1881.
- Novum Testamentum : Textus Stephanici A.D. 1550 : accedunt variae lectiones editionum Bezae, Elzeviri, Lachmanni, Tischendorfii, Tregellesii, Westcott-Hort, Versionis Anglicanae Emendatorum (1887).
- Codex S. Ceaddae latinus: Evangelia SSS. Matthaei, Marci, Lucae Ad Cap. III. 9 Complectens. Cambridge: C.J. Clay and Sons, 1887.
- Frederick Henry Ambrose Scrivener, Adversaria Critica Sacra: With a Short Explanatory Introduction, Cambridge, At The University Press, 1893.
- A Plain Introduction to the Criticism of the New Testament, for the Use of Biblical Students (published posthumously and coauthored by Edward Miller), 1894.